# 髙澤優也
- 高澤優也
- 高沢優也

髙澤 優也（たかざわ ゆうや、1997年2月19日 - ）は、東京都葛飾区出身のプロサッカー選手。Jリーグ・ザスパ群馬所属。ポジションはフォワード。マネジメント会社はエースポーツ・クリエイション。

## 経歴
小学1年生の時にサッカーを始める。当時はゴールキーパーとしてもプレーしていたが、柏レイソルジュニアユースのセレクションを受けた際、GKとしては最終試験まで残った一方、フィールドプレーヤーとしては1次試験で落選した事実に対し「ストライカーとして評価されなかった」として悔しい思いをし、以降はフィールドプレーヤーに専念した。
流経大柏高校時代の2013年にプレミアリーグチャンピオンシップ優勝を経験。高校卒業後は流通経済大学に進学（同期に小池裕太、小野原和哉、新垣貴之）。3年次まではJFL所属のセカンドチーム・流経大ドラゴンズ龍ケ崎で主に試合経験を積み、4年次の2018年にトップチームでレギュラーになると、リーグ4位となる11得点を記録した。
2019年、J3・ザスパクサツ群馬に加入。大卒ルーキーながら、チームのストライカーとして第9節以降スタメンで活躍。第10節にプロ初ゴールを記録すると、その後第25節までの16試合で15得点とハイペースで得点を重ねた。中でも8月には3試合連続で決勝点となるゴールを奪うなど顕著な活躍を見せ、同月度の月間MVPを受賞した。その後は怪我の影響もあり得点が伸び悩んだが、最終的にリーグ2位となる17得点を挙げチームのJ2昇格に貢献した。
2020年、J1・大分トリニータに完全移籍で加入。J1第3節・サンフレッチェ広島戦にて1点ビハインドの83分からJ1初出場を果たすと、ファーストタッチで同点弾となるJ1初ゴールを記録した。その後も活躍を続け、リーグ戦24試合でチーム2位となる6得点をマークした。
2021年、背番号を9番に変更したがリーグ戦無得点と結果を残せず、同年8月にJ2・アルビレックス新潟に期限付き移籍で加入した。11月7日のJ2第38節・松本山雅FC戦にて移籍後初得点を記録したが、得点数はその1点のみにとどまり、同シーズン限りで移籍期間満了となった。
2022年、流通経済大時代の恩師でもある天野賢一が新監督に就任したJ3・ギラヴァンツ北九州に期限付き移籍で加入、怪我などもあり公式戦の出場はリーグ戦19試合と天皇杯1試合にとどまったが、リーグ戦ではチーム2位の7得点を記録した。
2023年、FC町田ゼルビアへ完全移籍したが、2月に練習中に負傷し診断の結果、左アキレス腱断裂で全治6か月と診断された。結果的に同シーズンの公式戦出場機会は開幕戦の途中出場のみに留まり、同年を以て町田を契約満了により退団した。
2024年、ザスパ群馬に加入。2019年以来5年ぶりの復帰となった。

## エピソード
- 親戚に芸能人の小柳ルミ子がいる[18]。

## 所属クラブ
- 南綾瀬FC（葛飾区立堀切小学校[1]）
- ジェファFC（葛飾区立堀切中学校[1]）
- 流通経済大学付属柏高等学校
- 2015年 - 2018年 流通経済大学
  - 2015年 - 2017年 流経大ドラゴンズ龍ケ崎
- 2019年  ザスパクサツ群馬
- 2020年 - 2022年  大分トリニータ
  - 2021年8月 - 同年12月  アルビレックス新潟（期限付き移籍）
  - 2022年  ギラヴァンツ北九州（期限付き移籍）
- 2023年  FC町田ゼルビア
- 2024年 -  ザスパ群馬

## 個人成績
| 国内大会個人成績 | 国内大会個人成績 | 国内大会個人成績 | 国内大会個人成績 | 国内大会個人成績 | 国内大会個人成績 | 国内大会個人成績 | 国内大会個人成績 | 国内大会個人成績 | 国内大会個人成績 | 国内大会個人成績 | 国内大会個人成績 |
| 年度             | クラブ           | 背番号           | リーグ           | リーグ戦         | リーグ戦         | リーグ杯         | リーグ杯         | オープン杯       | オープン杯       | 期間通算         | 期間通算         |
| 年度             | クラブ           | 背番号           | リーグ           | 出場             | 得点             | 出場             | 得点             | 出場             | 得点             | 出場             | 得点             |
| 日本             | 日本             | 日本             | 日本             | リーグ戦         | リーグ戦         | リーグ杯         | リーグ杯         | 天皇杯           | 天皇杯           | 期間通算         | 期間通算         |
| ---------------- | ---------------- | ---------------- | ---------------- | ---------------- | ---------------- | ---------------- | ---------------- | ---------------- | ---------------- | ---------------- | ---------------- |
| 2015             | 流経大D          | 40               | JFL              | 11               | 2                | -                | -                | -                | -                | 11               | 2                |
| 2016             | 流経大D          | 9                | JFL              | 12               | 4                | -                | -                | -                | -                | 12               | 4                |
| 2017             | 流経大D          | 9                | JFL              | 14               | 4                | -                | -                | -                | -                | 14               | 4                |
| 2018             | 流経大           | 9                | -                | -                | -                | -                | -                | 2                | 0                | 2                | 0                |
| 2019             | 群馬             | 17               | J3               | 27               | 17               | -                | -                | 2                | 1                | 29               | 18               |
| 2020             | 大分             | 31               | J1               | 24               | 6                | 1                | 0                | -                | -                | 25               | 6                |
| 2021             | 大分             | 9                | J1               | 15               | 0                | 6                | 1                | 2                | 2                | 23               | 3                |
| 2021             | 新潟             | 11               | J2               | 13               | 1                | -                | -                | -                | -                | 13               | 1                |
| 2022             | 北九州           | 10               | J3               | 19               | 7                | -                | -                | 1                | 0                | 20               | 7                |
| 2023             | 町田             | 31               | J2               | 1                | 0                | -                | -                | 0                | 0                | 1                | 0                |
| 2024             | 群馬             | 8                | J2               | 21               | 3                | 1                | 0                | 0                | 0                | 22               | 3                |
| 2025             | 群馬             | 10               | J3               |                  |                  |                  |                  |                  |                  |                  |                  |
| 通算             | 日本             | 日本             | J1               | 39               | 6                | 7                | 1                | 2                | 2                | 48               | 9                |
| 通算             | 日本             | 日本             | J2               | 35               | 4                | 1                | 0                | 0                | 0                | 36               | 4                |
| 通算             | 日本             | 日本             | J3               | 46               | 24               | -                | -                | 3                | 1                | 49               | 25               |
| 通算             | 日本             | 日本             | JFL              | 37               | 10               | -                | -                | -                | -                | 37               | 10               |
| 通算             | 日本             | 日本             | 他               | -                | -                | -                | -                | 2                | 0                | 2                | 0                |
| 総通算           | 総通算           | 総通算           | 総通算           | 138              | 37               | 8                | 1                | 6                | 3                | 130              | 38               |

- Jリーグ初出場 - 2019年3月10日 J3第1節 ブラウブリッツ秋田戦（正田醤油スタジアム群馬）
- Jリーグ初得点 - 2019年6月1日 J3第10節 FC東京U-23戦（正田醤油スタジアム群馬）

## 選抜歴
- 2015年 日本高校選抜
  - 強化合宿

## タイトル

### クラブ
流経大柏高校
- 高円宮杯 JFA U-18サッカープレミアリーグ・チャンピオンシップ（2013年）
- 高円宮杯 JFA U-18サッカープレミアリーグイースト（2013年）

流通経済大学
- 全日本大学サッカー選手権大会（2017年）

FC町田ゼルビア
- J2リーグ（2023年）

### 個人
- 全国高等学校サッカー選手権大会・優秀選手（2014年）
- J3リーグ・月間MVP（2019年8月）
- J3リーグ・月間ベストゴール（2022年4月）